# Manuela Doriani
Manuela Doriani, all'anagrafe Manuela Arroyos Barolo (Torino, 15 luglio 1968), è una conduttrice radiofonica, disc jockey e scrittrice spagnola.

## Biografia
Nata e cresciuta a Torino, Manuela Barolo, in arte Manuela Doriani,  ha incominciato la carriera in una radio locale piemontese, sul finire degli anni ottanta, dove ha condotto un programma per il circuito Sper. Ha ottenuto, vincendo un concorso, un contratto di un anno su One o One, l'attuale radio R101.
Grazie a Claudio Cecchetto ha incominciato a lavorare per Radio Deejay, dove ha condotto il programma Gran sera Deejay, insieme con la collega Paoletta, e la fascia che andava dalle ore 16 alle ore 18, contenitore di vari programmi. Nel corso del 1993-94 ha avuto più volte la conduzione del programma Deejay Parade.
Nel 1995 ha seguìto Cecchetto a Radio Capital, dove ha condotto il programma mattutino Capitalia, con Giorgio Mastrota, e il programma serale Kara Manu.
Nel 1997, dopo il logoramento del rapporto con Cecchetto, è passata a Station 1 dove ha condotto "Scusa Manu" e, verso il termine di quella esperienza radiofonica, ha sostituito il collega Marco Mazzoli nel programma pomeridiano Music Factory. Nel 1999 è passata a RDS, dove ha condotto programmi prima in fascia notturna e poi nella fascia pomeridiana, lasciatale da Mauro Marino. Nello stesso periodo ha incominciato a lavorare anche come autrice televisiva per Gay Tv e All Music. 
Nel 2003 è approdata a Radio Kiss Kiss, dove ha condotto per due stagioni il programma Il neurone, prima nella fascia pomeridiana e poi in quella pre-serale.
Nel 2005 è stata chiamata da Luca Viscardi per condurre i programmi sportivi nella neo-nata Play Radio, dove ha affiancato le prestigiose firme de La Gazzetta dello sport e comici come Gene Gnocchi, Teo Teocoli e Max Pisu.
Nel 2007 ha pubblicato il suo primo libro Basta Mostri con la prefazione di Max Pisu.
Nel 2008 è entrata a far parte di Radio Viva FM, conducendo il programma Viva Around The Word (ora Viva TVTB).
Nel 2010 si è aggiunta alla crew di M2o, in onda tutti i pomeriggi nel Provenzano Dj Show.
Nel 2018 ha condotto il programma M2oparty con Andrea Mattei e Fabio Amoroso su m2o e ha vinto il Diversity Award. Nello stesso anno è diventata docente di tecniche radiofoniche presso Accademia09 Milano.
Ha lavorato come dj in vari Gay Pride: Tel Aviv, Barcellona, Amburgo, Vienna. Nel 2021 ha pubblicato il suo secondo libro Confessioni di una Dj con la prefazione di Paola Iezzi.
Dopo un'esperienza di 6 anni presso l'emittente veneta Radio WOW, il 30 giugno 2025 comincia la conduzione del morning show di Radio Number One "La combriccola" dalle 7 alle 10